# 圓尾高麗鰍
圓尾高麗鰍為輻鰭魚綱鯉形目鰍科的其中一種，為溫帶淡水魚，分布於亞洲韓國淡水流域，體長可達17公分，棲息在水流緩慢、礫石底質的底層水域，以水生昆蟲為食，生活習性不明。

## 扩展阅读
維基物種上的相關：圓尾高麗鰍